# Adam Stadnicki (ziemianin)
Adam Zbigniew Leon Stadnicki herbu Szreniawa bez Krzyża (ur. 10 kwietnia 1882 we Lwowie, zm. 10 marca 1982) – polski ziemianin, w 1922 roku posiadał majątki ziemskie o powierzchni 16 370 ha.

## Życiorys
Syn hrabiego Edwarda Adama Stadnickiego (1856–1885) oraz Heleny Marii z Sapiehów (1857–1947). Wychowywał się w Krasiczynie. W latach 1901–1904 studiował leśnictwo w Monachium. W swoim majątku liczącym 11 tys. ha lasów wprowadził nowe gatunki drzew: wschodniokarpacką limbę i daglezję, założył cztery leśne rezerwaty w Barnowcu, Łabowcu, Uhryniu i Szlachtowej. W 1902 roku został spadkobiercą majątku dziadka, Edwarda Stadnickiego, wszedł w posiadanie Nawojowej oraz Fraina (Vranov nad Dyjí). W 1907 nabył lasy i dobra szczawnickie, w 1909 za namową Stanisława Tarnowskiego, za kwotę 450 000 koron odkupił od Polskiej Akademii Umiejetności w Krakowie uzdrowisko Szczawnica. Przebudował i zmodernizował ujęcia wód mineralnych, zbudował dworzec autobusowy, a w latach 1933–1936 nowoczesny budynek Inhalatorium z jedynymi wówczas w Polsce komorami pneumatycznymi. 
Według stanu z 1914 był wiceprezesem Krajowego Związku Zdrojowisk i Uzdrowisk we Lwowie i członkiem rady nadzorczej Własnego Galicyjskiego Zakładu Kredytowego. Był prezesem Nowosądeckiej Rady Powiatowej, w latach 1922–1927 prezesem Związku Ziemian i do 1939 roku pozostawał członkiem jego zarządu. W latach 1928–1930 był posłem na Sejm RP. W okresie II wojny światowej wraz z żoną i dziećmi włączył się w działania AK. Za tę działalność w 1942 roku został przez rząd londyński odznaczony Srebrnym Krzyżem Zasługi z Mieczami. W 1945 roku w wyniku konfiskaty na rzecz państwa stracił majątek w Nawojowej, a w 1948 roku nastąpiło upaństwowienie uzdrowiska w Szczawnicy; władze Czechosłowacji pozbawiły go również majątku we Frainie. Adam Stadnicki wraz z żoną przeniósł się do Osoli pod Wrocławiem. Został pochowany w Nawojowej, od 2002 roku Park Górny w Szczawnicy nosi imię Adama hrabiego Stadnickiego, w 2005 roku spadkobiercy Stadnickiego na mocy wyroku NSA odzyskali uzdrowisko w Szczawnicy.

## Rodzina
W 1910 roku Adam Stadnicki poślubił Stefanię Woroniecką (1886–1963) herbu Korybut, córkę księcia Pawła Woronieckiego. Para doczekała się ośmiorga dzieci: pięciu córek i trzech synów. Najstarsza córka Maria (1912–2003) wyszła za mąż za Stefana Świeżawskiego, profesora KUL. Jadwiga urodzona w 1913 roku została żoną Adama Czartoryskiego, trzecia z córek Helena (1914–1977) była żoną Antoniego Mańkowskiego, Anna (1916–2001) po mężu nosiła nazwisko Gostkowska, a najmłodsza Stefania (1917–1979) została żoną Włodzimierza Jasieńskiego (1915-1993). Syn Józef Edward (1919–1960) poślubił Elżbietę z Lubomirskich, Paweł (1925–1996) był żonaty z Teresą Moszumańską. Średni z synów Andrzej (1920–1945) zmarł w wyniku przeżyć wojennych oraz gruźlicy, której nabawił się w niemieckim więzieniu.